# Russ Carnahan
John Russell Carnahan, detto Russ (Columbia, 10 luglio 1958), è un politico e avvocato statunitense, membro della Camera dei Rappresentanti per lo stato del Missouri dal 2005 al 2013.

## Biografia
Figlio di Mel Carnahan (governatore del Missouri dal 1993 al 2000) e di sua moglie Jean (senatrice fra il 2001 e il 2002), Russ crebbe in una famiglia molto attiva politicamente.
Dopo essersi laureato in legge, Carnahan lavorò come avvocato finché nel 1990 si candidò al Congresso come membro del Partito Democratico, sfidando il repubblicano in carica Bill Emerson. Carnahan tuttavia venne sconfitto per quasi quindici punti percentuali.
Nel 2000 fu eletto alla Camera dei Rappresentanti del Missouri e venne riconfermato per un secondo mandato nel 2002. Nel 2004, quando il deputato Dick Gephardt abbandonò il seggio alla Camera dei Rappresentanti nazionale, Carnahan si candidò per succedergli e vinse le elezioni. Fu poi rieletto negli anni successivi.
Nel 2012 si trovò ad affrontare nelle primarie democratiche il collega William Lacy Clay, Jr., che lo sconfisse con un ampio margine. Carnahan dovette quindi abbandonare il Congresso.
Russ Carnahan si configura come un democratico centrista ed era membro della New Democrat Coalition.